# Dream Dance
Dream Dance (Offizieller Titel: Dream Dance – The Best of Dream House & Trance) ist eine regelmäßig erscheinende Musik-Compilation aus dem Bereich der elektronischen Tanzmusik.

## Geschichte
Die Albenreihe wurde erstmals am 30. Mai 1996 von Sony Music veröffentlicht, erschien bis 2016 vierteljährlich und seitdem halbjährlich, seit 2023 werden diese nur noch einmal jährlich unter dem Titel The Annual veröffentlicht. Bisher wurden 95 reguläre Ausgaben, zwei DVD-Ausgaben und fünf Spezial-Kompilationen veröffentlicht.  Die Doppel-CDs der regulären Ausgaben beinhalten jeweils im Durchschnitt 40 Lieder, die gegenüber den sonst veröffentlichten Versionen der Interpreten oft auf 3 bis 4 min Länge gekürzt wurden. Insgesamt waren bis jetzt ca. 1400 Interpreten mit rund 2400 Musikstücken vertreten. Besonders oft sind ATB, Blank & Jones, Cosmic Gate, DJ Shog und Pulsedriver beteiligt, die bis jetzt jeweils mehr als 30 Lieder beigesteuert haben.
Des Weiteren gibt es diverse Dream Dance-Partys, die meist unter dem Namen Dream Dance On Tour an verschiedenen Orten veranstaltet werden.

## Coverfarben
Auf jedem Cover eines Dream-Dance-Tonträgers sind Delfine und die Variation von Wasser bzw. Wassertropfen abgebildet, jeweils mit einer anderen Farbe unterlegt.
| Ausgabe | Coverfarbe      | Veröffentlichung |
| ------- | --------------- | ---------------- |
| Vol. 1  | Dunkelblau      | 30.05.1996       |
| Vol. 2  | Rot             | 22.08.1996       |
| Vol. 3  | Cyan            | 20.11.1996       |
| Vol. 4  | Silber          | 06.03.1997       |
| Vol. 5  | Gold            | 11.06.1997       |
| Vol. 6  | Hellblau        | 17.09.1997       |
| Vol. 7  | Gelb            | 07.01.1998       |
| Vol. 8  | Dunkelgrün      | 09.04.1998       |
| Vol. 9  | Lila            | 20.07.1998       |
| Vol. 10 | Orange-Braun    | 26.08.1998       |
| Vol. 11 | Silber          | 25.01.1999       |
| Vol. 12 | Olivgrün        | 23.04.1999       |
| Vol. 13 | Beige           | 23.07.1999       |
| Vol. 14 | Dunkelrot       | 25.10.1999       |
| Vol. 15 | Dunkelgrün      | 01.02.2000       |
| Vol. 16 | Magenta         | 15.05.2000       |
| Vol. 17 | Blau            | 18.08.2000       |
| Vol. 18 | Blau-Silber     | 27.11.2000       |
| Vol. 19 | Gold            | 26.02.2001       |
| Vol. 20 | Orange          | 28.05.2001       |
| Vol. 21 | Hellgrün        | 20.08.2001       |
| Vol. 22 | Schneeweiß      | 19.11.2001       |
| Vol. 23 | Neonorange      | 25.02.2002       |
| Vol. 24 | Gelb            | 03.06.2002       |
| Vol. 25 | Lila-Silber     | 26.08.2002       |
| Vol. 26 | Dunkelgrün-Gold | 09.12.2002       |
| Vol. 27 | Schwarz-Weiß    | 17.03.2003       |
| Vol. 28 | Neongrün-Weiß   | 16.06.2003       |
| Vol. 29 | Rot-Weiß        | 15.09.2003       |
| Vol. 30 | Blau-Weiß       | 01.12.2003       |
| Vol. 31 | Silber-Weiß     | 29.03.2004       |
| Vol. 32 | Braun-Weiß      | 19.07.2004       |
| Vol. 33 | Dunkelblau      | 11.10.2004       |
| Vol. 34 | Grün            | 17.01.2005       |
| Vol. 35 | Orange          | 22.04.2005       |
| Vol. 36 | Hellblau        | 15.07.2005       |
| Vol. 37 | Hellgrün        | 14.10.2005       |
| Vol. 38 | Dunkelrot       | 13.01.2006       |
| Vol. 39 | Gelb            | 13.04.2006       |
| Vol. 40 | Lila            | 14.07.2006       |
| Vol. 41 | Braun           | 13.10.2006       |
| Vol. 42 | Dunkelblau      | 12.01.2007       |
| Vol. 43 | Dunkelgrün      | 13.04.2007       |
| Vol. 44 | Gold            | 13.07.2007       |
| Vol. 45 | Magenta         | 12.10.2007       |
| Vol. 46 | Blau            | 04.01.2008       |
| Vol. 47 | Neonorange      | 11.04.2008       |
| Vol. 48 | Neongrün        | 11.07.2008       |
| Vol. 49 | Beige           | 10.10.2008       |
| Vol. 50 | Schwarz         | 09.01.2009       |

| Ausgabe | Coverfarbe  | Veröffentlichung |
| ------- | ----------- | ---------------- |
| Vol. 51 | Orange      | 10.04.2009       |
| Vol. 52 | Cyan        | 10.07.2009       |
| Vol. 53 | Dunkellila  | 09.10.2009       |
| Vol. 54 | Gelb        | 08.01.2010       |
| Vol. 55 | Grün        | 09.04.2010       |
| Vol. 56 | Orange      | 09.07.2010       |
| Vol. 57 | Dunkellila  | 01.10.2010       |
| Vol. 58 | Hellblau    | 07.01.2011       |
| Vol. 59 | Rot         | 08.04.2011       |
| Vol. 60 | Schwarz     | 08.07.2011       |
| Vol. 61 | Gold        | 07.10.2011       |
| Vol. 62 | Cyan        | 06.01.2012       |
| Vol. 63 | Lila        | 06.04.2012       |
| Vol. 64 | Orange      | 06.07.2012       |
| Vol. 65 | Blau        | 05.10.2012       |
| Vol. 66 | Rot         | 04.01.2013       |
| Vol. 67 | Apfelgrün   | 05.04.2013       |
| Vol. 68 | Gold        | 05.07.2013       |
| Vol. 69 | Grau        | 04.10.2013       |
| Vol. 70 | Hellblau    | 03.01.2014       |
| Vol. 71 | Gelb-Grün   | 04.04.2014       |
| Vol. 72 | Rot-Orange  | 04.07.2014       |
| Vol. 73 | Lila-Blau   | 03.10.2014       |
| Vol. 74 | Weiß        | 09.01.2015       |
| Vol. 75 | Rot-Magenta | 10.04.2015       |
| Vol. 76 | Türkis      | 03.07.2015       |
| Vol. 77 | Gold-Gelb   | 02.10.2015       |
| Vol. 78 | Hellblau    | 08.01.2016       |
| Vol. 79 | Orange      | 01.04.2016       |
| Vol. 80 | Grün        | 08.07.2016       |
| Vol. 81 | Eisblau     | 07.10.2016       |
| Vol. 82 | Lila        | 06.01.2017       |
| Vol. 83 | Türkis      | 30.06.2017       |
| Vol. 84 | Magenta     | 05.01.2018       |
| Vol. 85 | Orange      | 29.06.2018       |
| Vol. 86 | Gelb        | 04.01.2019       |
| Vol. 87 | Gelb        | 05.07.2019       |
| Vol. 88 | Blau        | 10.01.2020       |
| Vol. 89 | Rot         | 03.07.2020       |
| Vol. 90 | Wassergrün  | 08.01.2021       |
| Vol. 91 | Lila        | 02.07.2021       |
| Vol. 92 | Blau        | 07.01.2022       |
| Vol. 93 | Orange      | 22.07.2022       |
| Vol. 94 | Hellblau    | 27.01.2023       |
| Vol. 95 | Rot         | 26.01.2024       |
| Vol. 96 | Lila        | 24.01.2025       |

## Dream Dance Alliance
Im Oktober 2005 startete Dream Dance Alliance, ein Projekt von DJ Shog für die Dream-Dance-Reihe, der seither zu jeder neuen Dream-Dance-Ausgabe einen Titel veröffentlicht.

### Veröffentlichungen
- Dream Dance 37 = „Bells Of Heaven“ 2005.
- Dream Dance 38 = „Ayers Rock“ 2005.
- Dream Dance 39 = „Butterfly“ 2006.
- Dream Dance 40 = „In10City“ 2006.
- Dream Dance 41 = „Memento“ 2006.
- Dream Dance 42 = „Over The Moon“ 2006.
- Dream Dance 43 = „Shinobi“ 2007.
- Dream Dance 44 = „A Day At The Beach“ 2007.
- Dream Dance 45 = „Euphorica“ 2007.
- Dream Dance 46 = „Remember“ 2007.
- Dream Dance 47 = „Spring Forward And Fall Behind“ 2008.
- Dream Dance 48 = „Summer Dreams“ 2008.
- Dream Dance 49 = „Overnight“ 2008.
- Dream Dance 50 = „When I Listen To Music“ 2009.
- Dream Dance 51 = „Time Out“ 2009.
- Dream Dance 52 = „Never Alone“ 2009.
- Dream Dance 53 = „Danced Into The Moonlight“ 2009.
- Dream Dance 54 = „Eiskalt“ 2009.
- Dream Dance 55 = „Live For The Moment“ 2010.
- Dream Dance 56 = „Fly Away“ 2010.
- Dream Dance 57 = „These Walls“ 2010.
- Dream Dance 58 = „Snowflakes“ 2011.
- Dream Dance 59 = „Listen!“ 2011.
- Dream Dance 60 = „Moving On“ 2011.
- Dream Dance 61 = „Gold“ 2011.
- Dream Dance 62 = „Frozen“ 2011.
- Dream Dance 63 = „Fresh Breeze“ 2012.
- Dream Dance 64 = „Free Falling“ 2012.
- Dream Dance 65 = „September Wind“ 2012.
- Dream Dance 66 = „Deep Ocean“ 2012.
- Dream Dance 67 = „Electricity“ 2013.
- Dream Dance 68 = „Diving“ 2013.
- Dream Dance 69 = „Typhoon“ 2013.
- Dream Dance 70 = „Love“ 2014.
- Dream Dance 71 = „Anywhere (Luvstruck 2014)“ 2014.
- Dream Dance 72 = „God is A DJ“ 2014.
- Dream Dance 73  = „Forever“ 2014.
- Dream Dance 74  = „Wonderful World (Glockenspiel)“ 2015.
- Dream Dance 75  = „Secrets“ 2015.
- Dream Dance 76  = „Summer Nights (Sunshine Edit)“ 2015.
- Dream Dance 77  = „Fly“ 2015.
- Dream Dance 78  = „Freak Out“ 2016.
- Dream Dance 79  = „Spring Love“ 2016.
- Dream Dance 80  = „When I Listen To Music Again“ 2016.
- Dream Dance 81  = „Beautiful Colors“ 2016.
- Dream Dance 82  = „Your Own Reality“ 2017.
- Dream Dance 83  = „Full Control“ 2017.
- Dream Dance 84  = „Coming Home“ 2018.
- Dream Dance 87  = „Secret“ 2019.
- Dream Dance 88 = „Save Me From Myself“ 2020.
- Dream Dance 89 = „Under The Moonlight“ 2020.

## Veröffentlichungen

### Normale Kompilationen
- 1996: Dream Dance 1 bis 3
- 1997: Dream Dance 4 bis 7
- 1998: Dream Dance 8 bis 10
- 1999: Dream Dance 11 bis 14
- 2000: Dream Dance 15 bis 18
- 2001: Dream Dance 19 bis 22
- 2002: Dream Dance 23 bis 26
- 2003: Dream Dance 27 bis 30
- 2004: Dream Dance 31 bis 33
- 2005: Dream Dance 34 bis 37
- 2006: Dream Dance 38 bis 41
- 2007: Dream Dance 42 bis 45
- 2008: Dream Dance 46 bis 49
- 2009: Dream Dance 50 bis 53
- 2010: Dream Dance 54 bis 57
- 2011: Dream Dance 58 bis 61
- 2012: Dream Dance 62 bis 65
- 2013: Dream Dance 66 bis 69
- 2014: Dream Dance 70 bis 73
- 2015: Dream Dance 74 bis 77
- 2016: Dream Dance 78 bis 81
- 2017: Dream Dance 82 bis 83
- 2018: Dream Dance 84 bis 85
- 2019: Dream Dance 86 bis 87
- 2020: Dream Dance 88 bis 89

### Spezial-Kompilationen
- 1999: Best Of Dream Dance – The Special Megamix Edition
- 2002: Best Of Dream Dance – The Special Megamix Edition 2
- 2004: Dream Dance (DVD-Version)
- 2006: Best Of (anlässlich 10 Jahre Dream Dance)
- 2006: Dream Dance Vol. 2 (DVD-Version anlässlich 10 Jahre Dream Dance)
- 2009: Lost Trance Classics
- 2011: Dream Dance – Best of 15 Years (Classics aus 15 Jahren Dream Dance)
- 2016: Dream Dance – Best of 20 Years (Classics aus 20 Jahren Dream Dance)
- 2021: Dream Dance – Best of 25 Years (Classics aus 25 Jahren Dream Dance)

### Vinyl-Auflage der "Classics" als Extended Versions
- 2017: Dream Dance: Best of Vol. 1-4 (2xLP)
- 2017: Dream Dance: Best Of Vol. 5-8 (2xLP)
- 2018: Dream Dance: Best Of Vol. 9-12 (2xLP)
- 2018: Dream Dance: Best Of Vol. 13-16 (2xLP)
- 2019: Dream Dance: Best Of Vol. 17-20 (2xLP)
- 2019: Dream Dance: Best Of Vol. 21-24 (2xLP)
- 2020: Dream Dance: Best Of Vol. 25-28 (2xLP)
- 2021: Dream Dance: Best Of Vol. 29-32 (2xLP)
- 2021: Dream Dance: Best Of Vol. 33-36 (2xLP)
- 2022: Dream Dance: Best Of Vol. 37-40 (2xLP)
- 2022: Dream Dance: Best Of Vol. 41-44 (2xLP)
- 2023: Dream Dance: Best Of Vol. 45-48 (2xLP)
- 2024: Dream Dance: Best Of Vol. 49-52 (2xLP)

## Trivia
Im Zuge des 25-jährigen Jubiläums widmete RTL II der Compilationreihe eine Ausgabe der Musiksendung Pop Giganten am 28. April 2021.